# Wilhelm von Mirbach-Harff

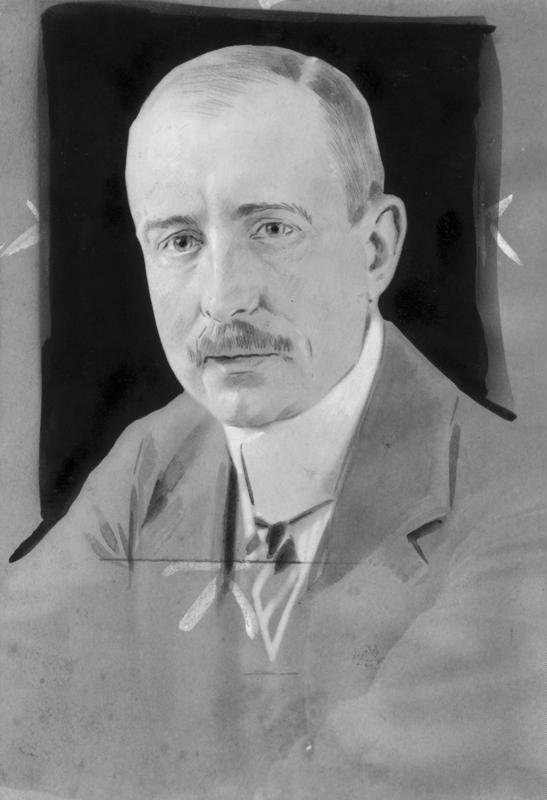
Wilhelm von Mirbach-Harff, 1917

Wilhelm Maria Theodor Ernst Richard Graf von Mirbach-Harff (* 2. Juli 1871 in Ischl, Österreich ob der Enns; † 6. Juli 1918 in Moskau) war ein deutscher Diplomat. Er war von Dezember 1917 bis zu seiner Ermordung durch Linke Sozialrevolutionäre im Juli 1918 Gesandter des Deutschen Reiches in Sowjetrussland. Zudem war er ab 1913 Mitglied des Preußischen Herrenhauses.

## Leben

### Familie und Herkunft
Wilhelm Graf von Mirbach-Harff stammte aus einer Familie des Rheinischen Uradels. Johann Wilhelm von Mirbach-Harff, der Gründer der Rheinischen Ritterakademie, war ein Urgroßonkel, Richard Freiherr von Vorst-Gudenau der Großvater väterlicherseits. Seine Eltern waren Ernst Freiherr von der Vorst-Lombeck-Gudenau (ab 1882 von Mirbach-Harff) (1845–1901) und dessen Ehefrau Wilhelmine von Thun-Hohenstein (1851–1929).

### Ausbildung und Karriere
Als Kind erhielt Wilhelm in den ersten Jahren Privatunterricht. Ab 1881 besuchte er Theresianische Akademie in Wien. In dieser Zeit erfolgte die Umbenennung der Familie in Mirbach-Harff. Seine schulische Ausbildung setzte er 1885 an der Rheinischen Ritterakademie in Bedburg fort. Nach Abschluss der Ritterakademie 1889 nahm er ein Studium der Rechtswissenschaften an der Universität in Freiburg/Breisgau auf. Weitere Universitäten zur Fortsetzung des Studiums waren Berlin in Lausanne. Mit dem Referendarexamen schloss er 1893 das Studium ab. In den Jahren 1893 bis 1894 absolvierte er als Einjährig-Freiwilliger seinen Militärdienst im Kürassierregiment v. Driesen Nr. 4 in Westfalen. Der Schritt in eine diplomatische Berufskarriere erfolgte 1895 mit Eintritt ins Auswärtige Amt als Anwärter.

### Diplomatische Laufbahn
Zur Ausbildung für den diplomatischen Dienst wurde Wilhelm von Mirbach der deutschen Botschaft in London zugewiesen. Deutscher Botschafter war zu dieser Zeit Paul von Hatzfeldt (1831–1901). Die erforderliche Laufbahnprüfung als 3. Sekretär an der Botschaft legte er 1899 ab. Auf Grund des Todes seines Vaters ließ er sich 1901 ohne Bezüge für ein Jahr beurlauben, um die Hinterlassenschaften zu ordnen und die damit verbundenen persönlichen Angelegenheiten zu regeln. Danach erfolgte ab 1902 sein Einsatz als 2. Sekretär an der deutschen Gesandtschaft in Den Haag. Deutscher Geschäftsträger vor Ort war zu dieser Zeit Karl von Schlözer (1854–1916). Von hier aus wechselte er kurzzeitig vertretungsweise nach Budapest und London. Es folgten Missionen in München, Bern und Paris. In dieser Zeit wurde er im August 1913 auf Lebenszeiten für den Verband des alten und befestigten Grundbesitzes der Landschaftsbezirke Cleve-Geldern, Nieder-Berg und Nieder Jülich in das Preußische Herrenhaus berufen. Von 1908 bis 1911 war Wilhelm von Mirbach-Harff dann als Botschaftsrat in der deutschen Botschaft in Sankt Petersburg tätig. Deutscher Botschafter in Russland war zu dieser Zeit Friedrich Pourtalès (1853–1928). In die Berliner Zentrale zurückgekehrt wurde er 1911 zum Wirklichen Legationsrat und Vortragenden Rat ernannt. Es folgte 1913 seine Gratifikation zum Geheimen Legationsrat. Im Folgejahr wurde er als Gesandter in Stuttgart eingesetzt und wechselte Anfang 1915 an die deutsche Gesandtschaft nach Athen. Hier war er deutscher Geschäftsträger, bis die griechische Regierung am 24. November 1916 auf Druck der Entente die deutschen und die österreich-ungarischen Diplomaten des Landes verwies. Hier verblieb er nach der zwangsweisen Schließung der Gesandtschaft unter Bedingungen wie ein Gefangener vor Ort. Ab 27. November 1916 übernahm er als Rittmeister der Reserve eine Beraterfunktion für politische Fragen beim Stab des deutschen Kommandos in Bukarest. Von hier kehrte er an das Auswärtige Amt nach Berlin zurück. Danach stand er vom 16. Dezember 1917 bis zum 10. Februar 1918 der deutschen Gesandtschaft in Petrograd vor, die nach Unterzeichnung des Waffenstillstands von Brest-Litowsk eingerichtet wurde. Mit dem Wechsel des Amtssitzes der neuen Regierung Sowjetrusslands unter Wladimir Illitsch Lenin (1870–1924) setzte von Mirbach-Harff ab 2. April 1918, nun als Außerordentlicher Gesandter und Bevollmächtigter Minister des Deutschen Reichs in Sowjetrussland mit Sitz in Moskau, seine diplomatische Tätigkeit fort.

### Deutscher Botschafter in Moskau
Zu den wichtigsten Aufgaben des deutschen Botschafters Wilhelm von Mirbach-Harff gehörten die Herstellung und Aufrechterhaltung angemessener politischer Beziehungen zwischen Deutschland und Sowjetrussland unter den Bedingungen des noch anhaltenden Kriegszustandes in Europa. Dabei war von besonderer Bedeutung das Ausbalancieren sowie die Überwachung der Vereinbarungen des Friedensvertrages von Brest-Litowsk und die diplomatische Betreuung der deutschen Gefangenen in Sowjetrussland. Außerdem war er an den Versuchen der deutschen Seite beteiligt, die Gefangenschaft der russischen Zarenfamilie auf diplomatischem Wege zu beenden.
In Moskau setzte Wilhelm von Mirbach, auf Anweisung des Staatssekretärs für Auswärtige Angelegenheiten Richard von Kühlmann (1873–1948) die 1916/1917 begonnene logistische und finanzielle Unterstützung der Bolschewiki fort, um den Kriegsgegner Russland durch Auslösen revolutionärer Ereignisse im Inneren zu schwächen. Mit Hilfe dieser Aktivitäten von deutscher Seite waren die politischen Kräfte um W.I.Lenin im Oktober 1917 an die Macht gekommen. Doch seit März 1918 war diese strategische Konzeption durch die an der Regierung mitbeteiligten linken Sozialrevolutionäre in außerordentliche Gefahr geraten. Am 18. Mai 1918, zwei Tage nach einem Treffen mit Lenin, vertrat von Mirbach-Harff in einem Telegramm nach Berlin die Auffassung, dass ein einmaliger Betrag von vierzig Millionen Reichsmark nötig sei, um die Bolschewiki weiter an der Macht zu halten. Am 3. Juni 1918 telegraphierte er an das Auswärtige Amt, es seien darüber hinaus noch drei Millionen Reichsmark monatlich erforderlich, um Lenins Regierung zu stützen. Am 5. Juni 1918 zahlte von Mirbach-Harff drei Millionen Reichsmark an Mitglieder der sowjetrussischen Regierung aus, auch die Summe von 40 Millionen Reichsmark wurde durch das Reichsschatzamt noch im Juni 1918 gezahlt.
Von Mirbach-Harff empfahl jedoch in einem weiteren Brief an Kühlmann vom 25. Juni 1918, die deutsche Regierung solle ebenso die Bildung prodeutscher antisowjetischer Regierungsorgane in Moskau vorbereiten, die „wir bereithalten und die uns voll und ganz zu Diensten stehen werden“, da es Lenin trotz der deutschen Gelder nicht schaffen würde, sich an der Macht zu halten.

### Im Visier der linken Sozialrevolutionäre
Seit Mitte Mai 1918 stand Wilhelm von Mirbach-Harff, in seiner Position als deutscher Botschafter, im Focus der Linken Sozialrevolutionäre, Um diese Zeit war Jakow Bljumkin (1898–1929) im Alter von 19 Jahren zum Leiter für die Bekämpfung der deutschen Spionage innerhalb der Tscheka avanciert. Er sammelte umfangreiche Informationen über die deutsche Botschaft und deren Geschäftsträger. Anfang Juni 1918 gelang es ihm, den als Elektriker getarnten Mitarbeiter Jakov Fiajma in das Botschaftsgebäude einzuschleusen, um einen Plan über die Lage der Räumlichkeiten zu bekommen. Zeitnah geriet der österreichische Kaufmann Mirbach bei einer Personenüberprüfung in das Blickfeld von Bljumkin, den er zum österreichisch-ungarischen Offizier und fernen Verwandten des deutschen Botschafters hochstilisierte und im Juni zur geheimen Zusammenarbeit verpflichtete. Bereits im Juni hatte die Botschaft erste Hinweise für mögliche Anschlagspläne auf die Person des Botschafters erhalten, die an die sowjetrussischen Stellen weitergeleitet wurden. Diesen konstruierten Sachverhalt der Namensgleichheit nutzte Bljumkin, um sich mit seinem Mitarbeiter Nikolai Andrejew und gefälschten Dokumenten am 6. Juli 1918 gegen 14.00 Uhr Zutritt zur deutschen Botschaft in Moskau in der Deneschny Pereulok 5 zu verschaffen. Vorher hatten sich beide mit Pistolen und zwei Sprengbomben bewaffnet. Im Botschaftsgebäude wurden sie in den „Roten Saal“ geführt. Kurze Zeit später betraten Wilhelm von Mirbach-Harff, sein Botschaftsrat Dr. Kurt Riezler (1882–1955) und der Dolmetscher Eugen Wilhelm Müller diesen Raum. Nach einem kurzen Gespräch zum Sachverhalt schoss Bljumkin auf alle drei Botschaftsmitarbeiter, die er aber verfehlte und warf eine Sprengbombe, die nicht explodierte. Bei dem dadurch entstandenen Wirrwarr wurde eine zweite Sprengbombe geworfen, die die Fensterfront des Raumes zertrümmerte und Andrejew gab die tödlichen Schüsse auf von Mirbach-Harff ab. Daraufhin flüchteten beide Attentäter durch die offene Fensterfront.
Bljumkin hatte den Auftrag für den Mord an Wilhelm von Mirbach-Harff vom Zentralkomitee seiner Partei der Linken Sozialrevolutionäre, erhalten, die bis März 1918 der Regierungskoalition mit den Bolschewiki angehört hatte. Der Mord sollte als ein Signal für den Beginn des regierungsfeindlichen Aufstandes gegen die Bolschewiki dienen. Außerdem sollte damit der Friedensvertrag von Brest-Litowsk zwischen Sowjetrussland und dem Deutschen Reich rückgängig gemacht werden.
Wilhelm von Mirbach-Harff verstarb noch am gleichen Tag gegen 15.15 Uhr an den Folgen des Attentates.

## Trivia
Aus der Adelsfamilie von Mirbach stammte auch Andreas Baron von Mirbach. Dieser war Verteidigungsattaché an der Deutschen Botschaft Stockholm. Dort wurde er bei der Geiselnahme von Stockholm von Terroristen der Roten Armee Fraktion (RAF) ermordet.